# Орелеси, Нурудин
Нурудин Орелеси (англ. Nurudeen Orelesi; 10 апреля 1989, Лагос, Нигерия) — нигерийский футболист, полузащитник клуба «Камза».

## Клубная карьера
Родился 19 февраля 1989 года в городе Лагос. Воспитанник юношеской команды «Ферст Банк», с которой в 2006 году перешёл в кантеру испанской «Саламанки», однако в основную команду пробиться не сумел.
2 октября 2007 года подписал контракт со словенской «Бонификой», в которой провёл два сезона. В течение первого сезона футболист выступал исключительно за дублирующую команду, пока в июле 2008 года не был включен в основную команду. Однако и в сезоне 2008/09 Нурудин принял участие лишь в 3 матчах чемпионата и 1 в кубке. Поэтому летом 2009 года футболист вернулся на родину, где стал выступать за «Эко» (Лагос).
В 2010 году заключил контракт с албанским клубом «Динамо» (Тирана), в составе которого провёл следующий сезон своей карьеры. Большую часть времени, проведённого в составе «Динамо», был основным игроком защиты команды, сыграв во всех 26 матчах чемпионата, однако команда заняла последнее 14 место в чемпионате и вылетела в низший дивизион.
23 июля 2011 года подписал контракт с действующим чемпионом страны «Скендербеу». В течение трех сезонов подряд Орелеси вместе со своим новым клубом становился чемпионом Албании, а в 2013 и 2014 годах становился ещё и обладателем Суперкубка Албании. Всего успел сыграть за команду из Корчи 66 матчей в национальном чемпионате.
В августе 2014 года перешёл в запорожский «Металлург» за 100 тыс. евро, подписав двухлетний контракт, однако покинул команду в декабре 2015 года в статусе свободного агента в связи с процессом ликвидации клуба.
21 января 2016 года стало известно о возвращении Орелеси в «Скендербеу».

## Выступления за сборные
В 2009 году привлекался в состав молодёжной сборной Нигерии, вместе с которой был участником молодёжного чемпионата мира в Египте, где сыграл во всех четырёх матчах сборной и забил один гол. Всего на молодёжном уровне сыграл в 5 официальных матчах и забил 1 гол.

## Титулы и достижения
«Скендербеу»
- Чемпион Албании (3): 2011/12, 2012/13, 2013/14
- Обладатель Суперкубка Албании (2): 2013, 2014